# Condado de Brzozów
Nota linguística: Não confundir hrabstwo (condado) com powiat (divisão administrativa)..
Brzozów (polaco: powiat brzozowski) é um powiat (condado) da Polónia, na voivodia de Subcarpácia. A sede do condado é a cidade de Brzozów. Estende-se por uma área de 540,39 km², com 65 514 habitantes, segundo os censos de 2005, com uma densidade 121,23 hab/km².

## Divisões admistrativas
O condado possui:
Comunas urbana-rurais: Brzozów
Condados vizinhos: Krośnieńskim, Sanockim, Przemyskim, Rzeszowskim e Strzyżowskim.

## Demografia
População (dados de 30 de Junho de 2005):
|          | Total   | Total | Mulheres | Mulheres | Homens  | Homens |
| -------- | ------- | ----- | -------- | -------- | ------- | ------ |
|          | pessoas | %     | pessoas  | %        | pessoas | %      |
| Total    | 65 514  | 100   | 33 208   | 50,7     | 32 306  | 49,3   |
| Cidades  | 7801    | 100   | 4026     | 51,6     | 3775    | 48,4   |
| Povoados | 57 713  | 100   | 29 182   | 50,6     | 28 531  | 49,4   |